# Eleonora Carlini
Eleonora Carlini (Roma, 23 dicembre 1985) è una fumettista e illustratrice italiana.

## Carriera
Eleonora Carlini ha studiato all'Istituto d'Arte Roma 1 (ora Liceo artistico statale Caravaggio) diplomandosi in Arte e moda del costume, e alla Scuola Internazionale di Comics come illustratrice per l'infanzia. Successivamente si è dedicata alla colorazione digitale, scoprendo così la passione per il fumetto e iniziando a collaborare con piccole realtà editoriali italiane come Coniglio Editore su X-Comics, Crazy Camper su Bren Gattonero e Teenage Mummy, e Villain Comics con Gunsmoke and Dragonfire.

### Debutto negli USA
Nel 2015 fa il suo debutto nel mercato statunitense sulla testata Grimm Tales of Terror targata Zenescope Entertainment. Nel 2016 lavora alle avventure del Decimo Dottore per la serie Doctor Who di Titan Comics, e nello stesso anno approda alla DC Comics sulla testata di Batgirl per la serie Batgirl of Burnside di Brenden Fletcher e Stewart Cameron chiudendone il primo ciclo narrativo, proseguendo poi sulla testata di Harley Quinn, poi sul quella di Green Arrow per la serie Il ritorno di Roy Harper, e infine sulla testata di Suicide Squad.
Parallelamente agli impegni per la DC Comics, a cavallo fra il 2017 e il 2018 ha lavorato sul titolo creator-owned Backways scritto da Justin Jordan e colorato da Silvia Tiedi per AfterShock Comics.
Tra il 2018 e il 2019 ha iniziato la sua collaborazione con Boom!Studios lavorando sulla testata Go Go Power Rangers e su Buffy the Vampire Slayer: Hellmouth, spin-off dell'omonimo telefilm.

## Opere

### Titan Comics
- 2015-2016 - Doctor Who: 10th Doctor; testi di Robbie Morrison e Nick Abadzis, colori di Arianna Florean, Claudia Ianniciello e Hi-Fi

### DC Comics
- 2016-2017 - Batgirl: Batgirl of Burnside; testi di Brenden Fletcher, Cameron Stewart e Hope Larson
- 2017-2018 - Green Arrow: The Return of Roy Harper e Annual #1; testi di Benjamin Percy, colori di Hi-Fi
- 2018 - Harley Quinn; testi di Frank Tieri
- 2018 - Suicide Squad; testi di Rob Williams, colori di Adriano Honorato Lucas

### Aftershock Comics
- 2017-2018 - Backways; testi di Justin Jordan, colori di Silvia Tidei

### Boom!Studios
- 2018-2019 - Go Go Power Rangers; testi di Ryan Parrott, colori di Raul Angulo
- 2019-2020 - Buffy the Vampire Slayer: Hellmouth; testi di Jeremy Lambert e Jordie Ballaire, colori di Cris Peter e Mattia Iacono